# مارفن بوكر
مارفن بوكر (بالإنجليزية: Marvin Booker)‏ هو لاعب كرة قدم أمريكية أمريكي، ولد في 16 مارس 1990 في بيسكاتاواي في الولايات المتحدة.